# Député protestataire
Les députés « protestataires » d'Alsace-Moselle sont des députés de l'Assemblée nationale puis du Reichstag de Haute-Alsace, de Basse-Alsace et de Lorraine élus entre 1871 et 1918.

## Contexte historique
Au moment de l'annexion en 1871 des trois départements actuels du Bas-Rhin, du Haut-Rhin et de Moselle, le sentiment français resta encore très fort dans la population et ses représentants élus. Le terme député protestataire s'applique aux députés français élus le 8 février 1871, puis aux députés au Reichstag élus à partir du 1er février 1874 fidèles à l'esprit de la déclaration du 1er mars 1871.

## Statut des députés
Encore juridiquement français en février 1871, 23 députés lorrains, dont 9 pour la Moselle, 8 pour la Meurthe et 6 pour la Meuse, et 23 députés alsaciens, dont 12 pour le Bas-Rhin et 11 pour le Haut-Rhin furent envoyés à Bordeaux. Ils affirmèrent leur droit et leur volonté de rester Français. La déclaration des députés Lorrains et Alsaciens, déposée le 1er mars 1871, fut lue à l'Assemblée nationale de Bordeaux. Les députés « protestataires » d'Alsace-Lorraine ne sont pas pris en compte par l'Assemblée nationale française, car ils avaient la nationalité Allemande au moment de leur élection. C'est le Parlement allemand qui détient les archives les concernant.
Par le Traité de Francfort ,signé le 10 mai 1871, la France cède à l'Empire Allemand récemment institué, une partie de la Lorraine ainsi que les départements du Bas-Rhin et la plus grande partie du Haut-Rhin. La partie Allemande de la Lorraine (principalement l'actuel département de la Moselle) est réunie à l'Alsace au sein de de la Terre d'Empire d'Alsace-Lorraine le 3 juin 1871. Les Mosellans et les Alsaciens durent choisir leur nationalité, en optant pour la France ou pour l’Allemagne. De ce choix, dépendait leur statut de citoyen au sein du nouveau Reich allemand. En vertu de la loi du 25 juin 1873, la Constitution de l'Empire allemand devint applicable dans le Reichsland Elsaß-Lothringen le 1er janvier 1874. Quinze représentants de ce Land furent élus au Reichstag le 1er février 1874. Ces députés devinrent officiellement des députés « protestataires », en déposant la motion suivante au bureau du Reichstag : « Plaise au Reichstag décider que les populations d'Alsace-Lorraine qui, sans avoir été consultées, ont été annexés à l'Empire allemand par le Traité de Francfort, soient appelées à se prononcer spécialement sur cette annexion. »

## Évolution du mouvement
Avant la chute de Bismarck en 1890, la population des territoires annexés en 1871 n'envoya que des députés « protestataires » au Reichstag, au sein du Parti d'Alsace-Lorraine. Puis le mouvement protestataire s'affaiblit, pour disparaître pratiquement de la vie politique allemande.
La Constitution de 1911 accordant un parlement provincial de deux chambres aux citoyens de l'Alsace-Lorraine, la protestation perdit de sa légitimité aux yeux du pouvoir politique et des citoyens mosellans et alsaciens.
| Circonscription               | 10 janvier 1874             | 28 octobre 1884              | 21 février 1887              |
| ----------------------------- | --------------------------- | ---------------------------- | ---------------------------- |
| Altkirch - Thann              | Landelin Winterer           | Landelin Winterer            | Landelin Winterer            |
| Colmar                        | Jean Baptiste Soehnlin (de) | Charles Grad                 | Charles Grad                 |
| Guebwiller                    | Joseph Guerber              | Joseph Guerber               | Joseph Guerber               |
| Metz                          | Paul Dupont des Loges       | Jules-Dominique Antoine      | Jules-Dominique Antoine      |
| Erstein - Molsheim            | Joseph Philippi (de)        | Hugo Zorn von Bulach         | Edouard Sieffermann (de)     |
| Mulhouse                      | Henri Haeffely              | Jean Dollfus                 | Auguste Lalance              |
| Ribeauvillé                   | Jakob Ignatius Simonis (de) | Jakob Ignatius Simonis (de)  | Jakob Ignatius Simonis (de)  |
| Sarrebourg - Château - Salins | Charles Germain             | Charles Germain              | Charles Germain              |
| Sarreguemines - Forbach       | Joseph Eugène Pougnet       | Edouard von Jaunez           | Edouard von Jaunez           |
| Saverne                       | Edouard Teutsch             | Alfred Goldenberg            | Alfred Goldenberg            |
| Schlestadt                    | André Raess                 | Irénée Lang (de)             | Irénée Lang (de)             |
| Strasbourg - Campagne         | Alexis de Schauenburg (de)  | Alfred Muhleisen (de)        | Alfred Muhleisen (de)        |
| Strasbourg - Ville            | Ernest Lauth                | Jacques Kablé                | Jacques Kablé                |
| Thionville - Boulay           | Charles Abel                | Charles Abel                 | Henri de Wendel              |
| Wissembourg - Haguenau        | Ludwig Hartmann (de)        | Eugène-Dominique de Dietrich | Eugène-Dominique de Dietrich |

## Sources
- Les députés « protestataires » d'Alsace-Lorraine sur le site de l'Assemblée nationale.